# Eerste klasse 2000-01 (voetbal België)
Het seizoen 2000/01 van de Belgische Jupiler Liga ging van start op 12 augustus 2000 en eindigde op 20 mei 2001. RSC Anderlecht werd landskampioen.

## Gepromoveerde teams
Deze teams waren gepromoveerd uit de Tweede Klasse voor de start van het seizoen:
- Antwerp FC (kampioen in Tweede)
- La Louvière (eindrondewinnaar)

## Degraderende teams
Deze teams degradeerden naar Tweede Klasse op het eind van het seizoen:
- KRC Harelbeke
- KV Mechelen

## Titelstrijd
Zoals vaak ging de strijd om de topplaatsen tussen de rivalen RSC Anderlecht en Club Brugge.  RSC Anderlecht won met een voorsprong van 5 punten op Club Brugge, dat weliswaar makkelijk de tweede plaats kon innemen. De derde in de eindstand, Standard Luik, zou immers 18 punten na Brugge eindigen.

## Eindstand
|         |    |                      | P  | W  | G  | V  | +  | -  | DS  | Ptn |
| ------- | -- | -------------------- | -- | -- | -- | -- | -- | -- | --- | --- |
| K (CL)  | 1  | Anderlecht           | 34 | 25 | 8  | 1  | 88 | 25 | +63 | 83  |
| (UEFA)  | 2  | Club Brugge          | 34 | 23 | 9  | 2  | 83 | 24 | +59 | 78  |
| (UEFA)  | 3  | Standard             | 34 | 16 | 12 | 6  | 71 | 44 | +27 | 60  |
|         | 4  | Sporting Lokeren SNW | 34 | 16 | 9  | 9  | 58 | 41 | +17 | 57  |
|         | 5  | KAA Gent             | 34 | 16 | 9  | 9  | 61 | 49 | +12 | 57  |
|         | 6  | Germinal Beerschot   | 34 | 17 | 3  | 14 | 62 | 53 | +9  | 54  |
|         | 7  | Moeskroen            | 34 | 15 | 8  | 11 | 63 | 49 | +14 | 53  |
| (beker) | 8  | Westerlo             | 34 | 15 | 8  | 11 | 61 | 53 | +8  | 53  |
|         | 9  | Charleroi            | 34 | 14 | 5  | 15 | 51 | 65 | −14 | 47  |
|         | 10 | Lierse               | 34 | 12 | 7  | 15 | 44 | 51 | −7  | 43  |
|         | 11 | Genk                 | 34 | 11 | 9  | 14 | 45 | 51 | −6  | 42  |
|         | 12 | Antwerp              | 34 | 11 | 7  | 16 | 38 | 45 | −7  | 40  |
|         | 13 | Sint-Truiden         | 34 | 9  | 8  | 17 | 44 | 54 | −10 | 35  |
|         | 14 | Beveren              | 34 | 9  | 8  | 17 | 30 | 64 | −34 | 35  |
|         | 15 | La Louvière          | 34 | 6  | 12 | 16 | 32 | 56 | −24 | 30  |
|         | 16 | Eendracht Aalst      | 34 | 7  | 8  | 19 | 33 | 65 | −32 | 29  |
| D       | 17 | Harelbeke            | 34 | 8  | 4  | 22 | 36 | 79 | −43 | 28  |
| D       | 18 | KV Mechelen          | 34 | 4  | 10 | 20 | 40 | 72 | −32 | 22  |

P: wedstrijden gespeeld, W: wedstrijden gewonnen, G: gelijke spelen, V: wedstrijden verloren, +: gescoorde doelpunten, -: doelpunten tegen, DS: doelsaldo, Ptn: totaal punten
K: kampioen, D: degradeert, (beker): bekerwinnaar, (CL): geplaatst voor Champions League, (UEFA): geplaatst voor UEFA-beker

## Personen en sponsors
| #  | Club                | Plaats       | Stadion                      | Capac. | Trainer                   | Vorige trainers seizoen 2000/01 | Aanvoerder                       | Hoofdsponsor     |
| -- | ------------------- | ------------ | ---------------------------- | ------ | ------------------------- | ------------------------------- | -------------------------------- | ---------------- |
| 1  | Eendracht Aalst     | Aalst        | Pierre Cornelisstadion       | 10.000 | Manu Ferrera              | Wim De Coninck                  | Kris Temmerman                   | diverse sponsors |
| 2  | Antwerp FC          | Antwerpen    | Bosuilstadion                | 16.649 | Regi Van Acker            |                                 | William Verbeeck                 | Palm             |
| 3  | KAA Gent            | Gent         | Jules Ottenstadion           | 18.215 | Patrick Remy              | Henk Houwaart, Herman Vermeulen | Gunther Schepens                 | VDK Spaarbank    |
| 4  | RSC Anderlecht      | Anderlecht   | Constant Vanden Stockstadion | 28.063 | Aimé Antheunis            |                                 | Lorenzo Staelens / Glen De Boeck | Fortis           |
| 5  | KSK Beveren         | Beveren      | Freethiel                    | 13.290 | Emilio Ferrera            |                                 | Remco Torken                     | Pioneer          |
| 6  | Excelsior Moeskroen | Moeskroen    | Le Canonnier                 | 9.000  | Hugo Broos                |                                 | Steve Dugardein                  | La Poste         |
| 7  | Club Brugge         | Brugge       | Jan Breydelstadion           | 29.975 | Trond Sollied             |                                 | Gert Verheyen                    | Dexia            |
| 8  | Beerschot           | Antwerpen    | Olympisch Stadion            | 12.500 | Franky Van der Elst       |                                 | Emmanuel Karagiannis             | De Post          |
| 9  | KRC Harelbeke       | Harelbeke    | Forestiersstadion            | 9.737  | Enver Alisic & Gerd Zeise | Herman Helleputte               | Joris De Tollenaere              | Vacansoleil      |
| 10 | KV Mechelen         | Mechelen     | Achter de Kazerne            | 9.000  | Barry Hulshoff            | Lei Clijsters, Valère Billen    | Rudi Smidts                      | Bofin            |
| 11 | RAA Louviéroise     | La Louvière  | Stade Communal du Tivoli     | 13.500 | Daniel Leclercq           | Marc Grosjean, Alain Roland     | Thierry Siquet                   | CPH Banque       |
| 12 | Lierse SK           | Lier         | Herman Vanderpoortenstadion  | 14.538 | Walter Meeuws             |                                 | Eric Van Meir                    | Krefima          |
| 13 | KSC Lokeren         | Lokeren      | Daknamstadion                | 9.560  | Georges Leekens           |                                 | Chris Janssens                   | Deschacht        |
| 14 | Racing Genk         | Genk         | Fenixstadion                 | 21.000 | Pierre Denier             | Johan Boskamp                   | Wilfried Delbroek                | Ford Nitto       |
| 15 | Sint-Truidense VV   | Sint-Truiden | Staaien                      | 14.785 | Jules Knaepen             | Willy Reynders                  | Peter Voets                      | TVLokaal.com     |
| 16 | Sporting Charleroi  | Charleroi    | Mambourg                     | 18.593 | Enzo Scifo                | Manu Ferrera                    | Dante Brogno                     | Chaudfontaine    |
| 17 | Standard de Liège   | Luik         | Stade Maurice Dufrasne       | 30.023 | Michel Preud'homme        | Tomislav Ivić                   | Didier Ernst                     | Randstad         |
| 18 | KVC Westerlo        | Westerlo     | 't Kuipje                    | 7.700  | Jan Ceulemans             |                                 | Rudy Janssens                    | Veralu           |

## Topscorers
| Scorer           | Goals | Team           | Land          |
| ---------------- | ----- | -------------- | ------------- |
| Tomasz Radzinski | 23    | RSC Anderlecht | Canada/ Polen |
| Jan Koller       | 22    | RSC Anderlecht | Tsjechië      |
| Nenad Jestrović  | 20    | Moeskroen      | Joegoslavië   |
| Gert Verheyen    | 17    | Club Brugge    | België        |
| Marcin Żewłakow  | 16    | Moeskroen      | Polen         |
| Ole Martin Årst  | 14    | Standard Luik  | Noorwegen     |

## Individuele prijzen

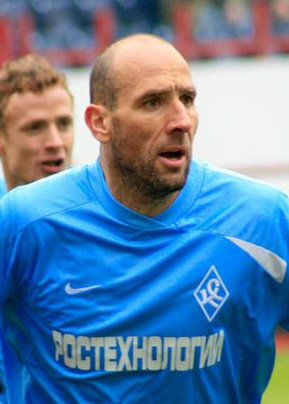
Jan Koller mocht op 1 februari 2001 de Gouden Schoen in ontvangst nemen.

- Gouden Schoen:  Jan Koller (RSC Anderlecht)
- Profvoetballer van het Jaar:  Walter Baseggio (RSC Anderlecht)
- Trainer van het Jaar:  Aimé Antheunis (RSC Anderlecht)
- Keeper van het Jaar:  Vedran Runje (Standard Luik)
- Scheidsrechter van het Jaar:  Frank De Bleeckere
- Ebbenhouten Schoen:  Ahmed Hossam (KAA Gent)
- Jonge Profvoetballer van het Jaar:  Alin Stoica (RSC Anderlecht)

1895/96 · 1896/97 · 1897/98 · 1898/99 · 1899/00 · 1900/01 · 1901/02 · 1902/03 · 1903/04 · 1904/05 · 1905/06 · 1906/07 · 1907/08 · 1908/09 · 1909/10 · 1910/11 · 1911/12 · 1912/13 · 1913/14 · 1914/15 · 1915/16 · 1916/17 · 1917/18 · 1918/19 · 
1919/20 · 1920/21 · 1921/22 · 1922/23 · 1923/24 · 1924/25 · 1925/26 · 1926/27 · 1927/28 · 1928/29 · 1929/30 · 1930/31 · 1931/32 · 1932/33 · 1933/34 · 1934/35 · 1935/36 · 1936/37 · 1937/38 · 1938/39 · 1939/40 · 1940/41 · 1941/42 · 1942/43 · 1943/44 · 1944/45 · 1945/46 · 1946/47 · 1947/48 · 1948/49 · 1949/50 · 1950/51 · 1951/52 · 1952/53 · 1953/54 · 1954/55 · 1955/56 · 1956/57 · 1957/58 · 1958/59 · 1959/60 · 1960/61 · 1961/62 · 1962/63 · 1963/64 · 1964/65 · 1965/66 · 1966/67 · 1967/68 · 1968/69 · 1969/70 · 1970/71 · 1971/72 · 1972/73 · 1973/74 · 1974/75 · 1975/76 · 1976/77 · 1977/78 · 1978/79 · 1979/80 · 1980/81 · 1981/82 · 1982/83 · 1983/84 · 1984/85 · 1985/86 · 1986/87 · 1987/88 · 1988/89 · 1989/90 · 1990/91 · 1991/92 · 1992/93 · 1993/94 · 1994/95 · 1995/96 · 1996/97 · 1997/98 · 1998/99 · 1999/00 · 2000/01 · 2001/02 · 2002/03 · 2003/04 · 2004/05 · 2005/06 · 2006/07 · 2007/08 · 2008/09 · 2009/10 · 2010/11 · 2011/12 · 2012/13 · 2013/14 · 2014/15 · 2015/16 · 2016/17 · 2017/18 · 2018/19 · 2019/20 · 2020/21· 2021/22 · 2022/23 · 2023/24 · 2024/25 · 2025/26